# Экспресс-АМУ7
Экспресс-АМУ7 — российский спутник связи серии «Экспресс», предназначенный для работы на геостационарной орбите в составе спутниковой группировки ФГУП «Космическая связь» (ГПКС). Орбитальная позиция — 145° в. д.. Оснащен транспондерами диапазонов C, Ku и L.
«Экспресс-АМУ7» создан в ИСС им. Решетнёва на базе платформы «Экспресс-1000Н» по заказу российского оператора спутниковой связи ФГУП «Космическая связь» для пополнения его орбитальной группировки. Полезная нагрузка — производства Thales Alenia Space (TAS), одна из антенн С-диапазона по заказу TAS изготовлена в ИСС.

## Запуск и выведение
Первоначально запуск «Экспресс-АМУ7» совместно с однотипным и одновременно построенным «Экспресс-АМУ3» планировался на 2020 год, впоследствии был перенесён на ноябрь 2021 года. Из-за обнаруженной на производстве проблемы в одном из аппаратов запуск перенесён еще раз, на декабрь 2021 года. 18 октября 2021 года спутники были доставлены на космодром «Байконур» и начата их предстартовая подготовка. Запуск ракетой-носителем «Протон-М» с разгонных блоком «Бриз-М» был назначен на 6 декабря 2021 года, но из-за выявленной неисправности в разгонном блоке запуск отложен до 12 декабря. 9 декабря 2021 года было объявлено о еще одном замечании, выявленном на разгонном блоке и переносе пуска на резервную дату.
13 декабря 2021 состоялся запуск ракеты-носителя «Протон-М», которая вывела на околоземную орбиту космическую головную часть в составе разгонного блока «Бриз-М» с аппаратами «Экспресс-АМУ3» и «Экспресс-АМУ7».
Через 18 часов и 7 минут разгонный блок вывел спутники на целевую геопереходную суперсинхронную орбиту и произошло их отделение. В 08:57 мск первым от разгонного блока «Бриз-М» отделился спутник «Экспресс-АМУ7», спустя 17 минут отделился спутник «Экспресс-АМУ3». Согласно официальным сообщениям, отделение произошло на целевой орбите, с перигеем 18 714 км и апогеем 52 872 км для «Экспресс-АМУ7» и перигеем 18 692 км и апогеем 52 871 км для «Экспресс-АМУ3». 19 декабря журналист Анатолий Зак на основе анализа орбитальных данных пришёл к выводу, что спутники выведены на орбиту, отличающуюся от целевой, вероятно из-за нерасчетной работы разгонного блока «Бриз-М». Отличие орбит аппаратов от расчётных может привести к тому, что процедура их довыведения в рабочие точки на геостационарной орбите займёт больше времени, как это было при выведении «Экспресс-АМ6».
Дальнейшее выведение «Экспресс-АМУ3» и «Экспресс-АМУ7» производилось по схеме, аналогичной использованной ранее для выведения аппаратов «Экспресс-80» и «Экспресс-103», с помощью собственных электрореактивных двигателей. После отделения от разгонного блока спутники перейдут в свои точки стояния на геостационарной орбите, где пройдут лётные испытания перед вводом в эксплуатацию. Планируемый срок довыведения «Экспресс-АМУ7» на ГСО с одновременным приведением в рабочую точку 145° в.д — не более 56 суток от момента отделения от разгонного блока. Гарантированный срок службы космических аппаратов 15 лет.
Во второй половине марта 2022 года спутник достиг рабочей точки 145° в.д., после установки в рабочую точку начаты лётные проверки полезной нагрузки. За время выведения проведена проверка работы платформы спутника и подтверждена нормальная работа всех систем.
4 мая 2022 года спутники «Экспресс-АМУ3» и «Экспресс-АМУ7» введены в эксплуатацию.

## Полезная нагрузка и зона покрытия
Полезная нагрузка «Экспресс-АМУ7» включает:
- в диапазоне С — 16 активных линеаризованных транспондеров и 2 резервных, а также 2 радиомаяка на фиксированных частотах
- в диапазоне Ku — 20 активных линеаризованных транспондеров и 1 радиомаяк на фиксированной частоте
- в диапазоне L — 1 активный транспондер.

Планируемая зона покрытия:
- в диапазонах С и Ku — видимая с точки стояния спутника территория РФ, от Красноярска до Чукотки.
- диапазоне L — глобальная зона покрытия, включающая всю видимую с точки стояния спутника часть Земли.